# Hautkrebs-Screening
Als Hautkrebs-Screening (HKS) (bisweilen vereinfachend auch als Hautscreening bezeichnet) wird im Allgemeinen die Untersuchung einer großen Population verstanden, um frühzeitig bis dahin unerkannte Hautkrebserkrankungen zu diagnostizieren. Deutschlandweit wird seit dem 1. Juli 2008 ein flächendeckendes Hautkrebs-Screeningprogramm von den gesetzlichen Krankenkassen angeboten. Stand 2023 ist Deutschland das einzige Land in Europa, das eine Früherkennung auf Hautkrebs als Leistung einer gesetzlichen Krankenversicherung anbietet.

## Hautkrebs-Screening in Deutschland

### Voraussetzungen und Durchführung
Anspruchsberechtigt ist jeder gesetzlich Krankenversicherte über dem 35. Lebensjahr alle 2 Jahre. Der durchführende Arzt benötigt eine Abrechnungsgenehmigung, für die in der Regel eine Pflichtfortbildung absolviert werden muss. Die Leistung umfasst eine kurze Befragung, eine Untersuchung der gesamten Haut inklusive der Kopfhaut, der sichtbaren Schleimhäute (in Mund und Nase), des äußeren Genitals, der Zehenzwischenräume und der Fußsohlen. Wenn vergrößernde Sehhilfen wie Lupe oder Dermatoskop verwendet werden, ist dies Leistungsbestandteil und nicht gesondert abrechenbar. Ebenso die Beratung über hautkrebsvorbeugendes Verhalten (Sonnenschutz, Meiden von Solarien u. a.). Hausärzte, die am Screening teilnehmen, überweisen ihre Verdachtsfälle zum Hautarzt.

### Ziele
Die Untersuchung dient der frühzeitigen Erkennung folgender Erkrankungen:
- malignes Melanom (schwarzer Hautkrebs)
- Basalzellkarzinom (weißer Hautkrebs)
- Plattenepithelkarzinom (weißer Hautkrebs)[4]

### Nutzen
Der Nutzen des Hautkrebs-Screening (HKS) ist immer wieder angezweifelt worden. So konnte in einer Metaanalyse von 2016 über internationale Ergebnisse der Jahre 1995 bis 2015 nur eine geringe Minderung der Sterblichkeit am malignen Melanom durch HKS nachgewiesen werden.
Daten von AOK-Versicherten, bei denen in den Jahren 2014 und 2015 erstmalig Hautkrebs innerhalb und außerhalb eines HKS diagnostiziert wurde, zeigen jedoch einen Nutzen des HKS für das maligne Melanom: Die Tumore, die beim HKS gefunden wurden, befanden sich in einem früheren Stadium und benötigten in der Folge einen geringeren medizinischen Aufwand. Die Melanome, die außerhalb des HKS diagnostiziert wurden, zogen aufwändigere Maßnahmen nach sich. Für den weißen Hautkrebs lässt sich kein vorteilhafter Effekt des HKS nachweisen.

## Kampagnen („Awareness“-Monat Mai)
Informationskampagnen zum Thema Hautkrebs, wie die europäische Euromelanoma-Kampagne, die die Bevölkerung u. a. für Hautkrebs-Prävention und -Screening sensibilisieren möchten, fokussieren ihre Bemühungen regelmäßig im Monat Mai. Der sogenannte „Skin Cancer Awareness Month“ im Mai geht dabei auf den „Melanoma Monday“ der American Academy of Dermatology zurück, die diesen am Montag, dem 1. Mai 1995, erstmals initiiert hat. Die Bemühungen haben das Ziel, ein Bewusstsein in der Bevölkerung sowohl für die möglichen Risiken als auch für die Möglichkeiten der Prävention zu wecken.